# Лесбійство

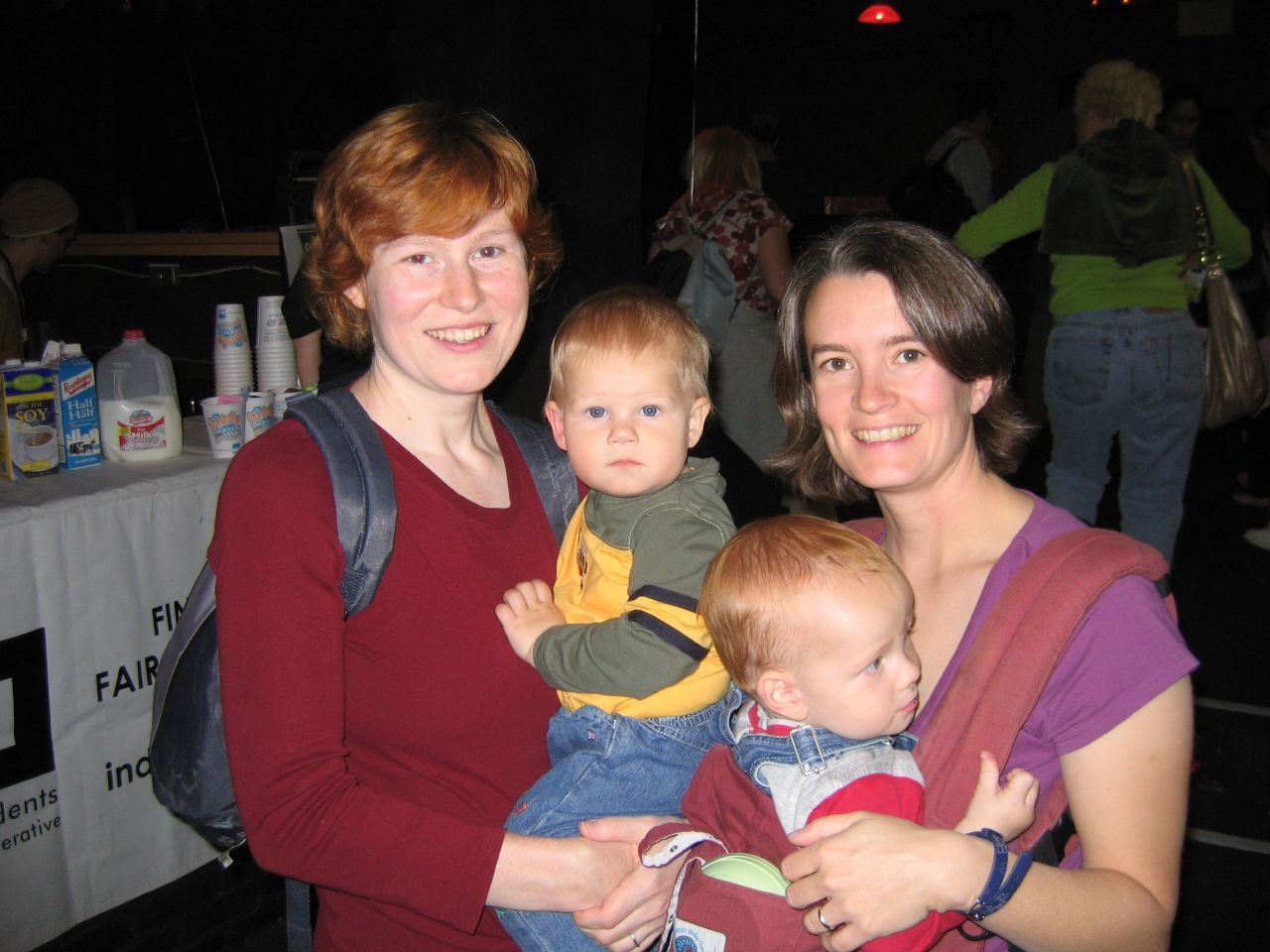
Лесбійська родина з дітьми

Лесбі́йство (англ. Lesbianism) — жіноча гомосексуальність як орієнтація, ідентичність, сексуальна чи романтична поведінка. Гомосексуалок називають лесбі́йками (англ. lesbian, також англ. gay woman), а їх стосунки — лесбійськими або сапфічними (sapphic). Термін походить від назви грецького острова Лесбос, де давньогрецька поетка Сапфо оспівувала романтичні взаємини між жінками.
Хоча відносини та секс між жінками існують від початку людства і спостерігаються навіть у тваринному світі (між самицями), історія лесбійства є уривчастою внаслідок лесбійського стирання. Переслідувані від часів полювання на відьом і в Третьому рейху, хибно трактовані сексологами та психоаналітиками як порушення жіночої сексуальності, лесбійки досі є незахищеною групою високого ризику захворювань через гетероцентризм у медичній системі, а лесбофобія та сексизм зумовлюють подвійну дискримінацію та невидимість лесбійок, навіть у ЛГБТ-спільноті.
Концепт «лесбійства» розвинувся в ХХ столітті. Протягом усієї історії жінки не мали такої ж свободи чи незалежності, як чоловіки, щоб вступати в гомосексуальні стосунки, але й зазнавали настільки суворого покарання, як геї. Лесбійські стосунки часто вважалися нешкідливими, якщо жінка не намагалася отримати чоловічі привілеї. Як наслідок, в історії залишилося порівняно небагато про вирази жіночої гомосексуальності.
Коли ранні сексологи наприкінці ХІХ століття почали класифікувати та описувати гомосексуальну поведінку, це ускладнилося відсутністю знань або жіночу сексуальність, і вони називали лесбійками жінок, які не дотримувалися жіночих гендерних ролей, класифікуючи їх як психічно хворих — стигму у світовій науковій спільноті було знято лише з кінця ХХ-го століття.
Лесбійки в Європі і США боролися з дискримінацією, або приховуючи своє особисте життя, або приймаючи стигму ізгоїв і формуючи субкультуру та ідентичність. Після Другої світової війни, коли уряди активно переслідували гомосексуальних людей, жінки створили мережі для спілкування та навчання. Здобуття більшої економічної та соціальної свободи дозволило їм створювати стосунки та сім’ї. З другою хвилею фемінізму та появою досліджень жіночої історії та сексуальності наприкінці ХХ-го століття визначення лесбійства розширилося, і термін став дебатуватись. Хоча дослідження визначають сексуальне бажання як основний компонент визначення лесбійок, деякі жінки, які мають секс із жінками, відмовляються ідентифікуватися не лише як лесбійки, а й як бісексуалки, через страх виявити свою сексуальну орієнтацію в небезпечному середовищі, увнутрішнену гомофобію чи лесбофобію.
Зображення лесбійок у медіа та культурі свідчать, що суспільство в цілому заінтриговане та загрозливе для жінок, які кидають виклик гендерним ролям, а також зачароване та стривожене жінками, які мають романтичні стосунки з іншими жінками. Як гомосексуалок їх об’єднує гетеросексуальна дискримінація та потенційне відторгнення сім’єю, друзями та іншими через гомофобію. Як жінки, вони стикаються з проблемами сексизму, а також з фізичними чи психічними проблемами через дискримінацію, упередженнями та стрес меншин.
За дослідженнями 2013 у США серед жінок 18-44 років 22,7% лесбійок та 29,4% бісексуалок перебувають у бідності (це більше, ніж серед геїв (20,5%) і бісексуальних чоловіків (25,9%).

## Етимологія

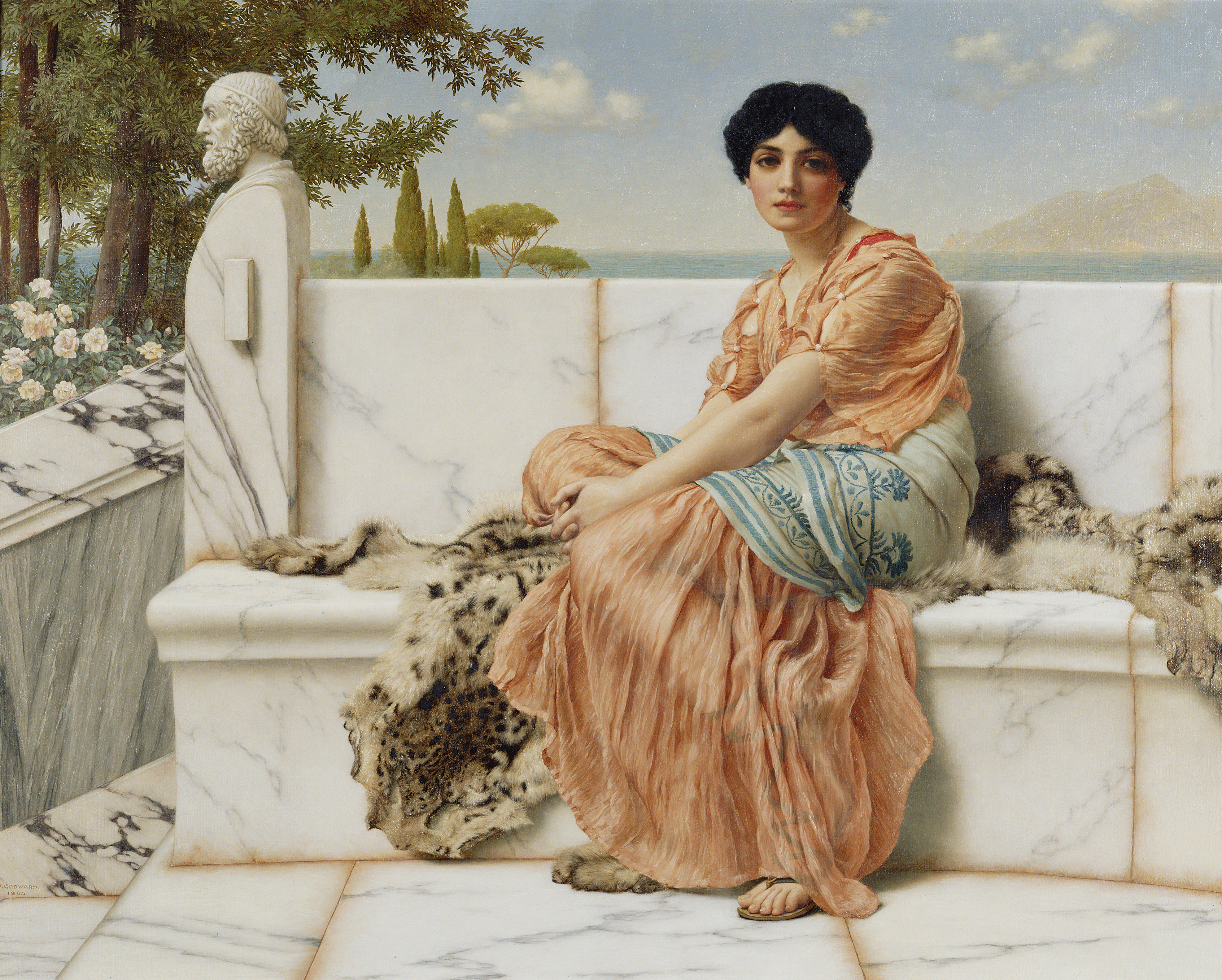
Псапфа з Лесбосу, Джон Вільям Годвард, 1904

Слово «лесбійка/-ський» (lesbian) є демонімом грецького острова Лесбос, де проживала поетеса 6-го століття до нашої ери Сапфо. З різних стародавніх писань історики дійшли висновку, що група молодих жінок залишалася під опікою Сапфо для навчання чи культурного розвитку. Збереглося небагато віршів Сапфо, але вони відображають повсякденне життя жінок, їхні стосунки та ритуали. Вона зосереджувалася на красі жінок і проголошувала свою любов до них. До середини 19-го століття слово lesbian стосувалося будь-якої похідної або аспекту Лесбосу, включаючи війну та тип вина.
У вірші Алджернона Чарлза Свінберна 1866 року «Сапфіки» термін «лесбійка» з'являється двічі, але обидва рази пишеться з великої літери після подвійної згадки острова Лесбос, і тому його можна витлумачити як «з острова Лесбос». У 1875 році Джордж Сентсбері, пишучи про поезію Бодлера, посилається на його «Лесбійські студії», в які той включає свій вірш про «пристрасть Дельфіни», про кохання між двома жінками, в якому не згадується острів Лесбос, хоча інший вірш називається «Лесбос».
Використання слова лесбійство (lesbian) для опису еротичних стосунків між жінками було задокументоване в 1870 році. У 1890 році термін лесбійка використовувався в медичному словнику як прикметник для опису трибадизму («лесбійська любов»). Терміни «лесбійський», «інверсійний» (invert) і «гомосексуальний» були взаємозамінними з «сапфічний» (sapphist) і «сапфізм» на рубежі ХХ століття. Використання «lesbian» у медичній літературі стало помітним; до 1925 р. слово було зафіксовано як іменник, що означав жіночий еквівалент содоміта.

## Історія
Жіноча сексуальність недостатньо представлена в текстах і документах. Донедавна більшість задокументованого про жіночу сексуальність писали чоловіки з чоловічого погляду, наприклад, про жінок як дружин, дочок або матерів. У 1989 році академічна когорта під назвою Lesbian History Group написала:
Через небажання суспільства визнати, що лесбійки існують, очікується високий ступінь впевненості, перш ніж історикам або біографам дозволять використовувати це слово. Доказів, яких було б достатньо в будь-якій іншій ситуації, тут недостатньо... Жінка, яка ніколи не вступала в шлюб, яка жила з іншою жінкою, чиї друзі були переважно жінками, або яка спілкувалася у відомих лесбійських чи змішаних гомосексуальних колах, цілком могла бути лесбійкою. ... Але такий вид доказів не є «доказом». Наші критики хочуть незаперечних доказів сексуальної активності між жінками. Це майже неможливо знайти.

### Стародавній світ
У месопотамському Кодексі Хаммурапі (прибл. 1700 р. до н. е.) згадується термін Sal-zikrum, що перекладається як «чоловік-жінка», стосовно жінок, яким було дозволено одружуватися з іншими жінками і отримувати у спадок таку ж суму, що і їхні брати. Інший термін Sal-nu-bar стосувався жінок, яким дозволялось вступити в шлюб, але заборонено мати дітей, тому вони привозили з собою інших жінок, щоб народити дітей; проте вони могли мати власних дітей, яких мали зберігати в таємниці або виганяти, як це зробила мати Саргона Аккадського. Старий ассирійський текст вказував, що дві жінки, які могли бути двома вдовами померлого батька, уклали договір про заручення своєї «дочки».
У поезії та літературі Стародавнього Китаю є згадки про лесбійські стосунки, хоча в описах відсутні подробиці, наявні в текстах про чоловічу гомосексуальність. На базі дослідження еротичних поем, якими обмінювалися японки Періоду Хейан, антрополог Ліза Далбі (англ. Liza Dalby) висновує, що лесбійські взаємини були звичайні та соціально прийнятні в цій культурі. Літературні джерела згадують про сексуальні стосунки між одалісками гаремів, хоча іноді за це належало покарання.
Гомосексуальність у стародавньому Єгипті була присутня серед жінок: в книзі Сну Carlsberg papyrus XIII зазначається: «Якщо жінка мріє про те, щоб інша жінка мала зносини з нею, вона прийде до поганого кінця». Однак, жінки під час Нового царства насолоджувались невимушеною та інтимною атмосферою, коли компанія інших служниць була мало одягненою чи оголеною. Вавилоніка Ямбліха описує єгипетську принцесу  Береніку, яка кохає та одружується з іншою жінкою. Римський прозаїк називає це кохання «диким і беззаконним».
Прагну тільки померти я...

У хвилину прощання, ридаючи,

Говорила вона мені:

"Сапфо, бідні з тобою ми!

Ні, не можу тебе я покинути!"

Я ж тоді відказала їй:

"Мила, їдь собі з радістю,

Лиш мене не забудь, пригадай лише,

Що була мені люба ти,

Не забудь і того, що нам

Довелося зазнати прекрасного.

Як колись запашні вінки

І з троянд, і з фіалок ми

Навесні заплітали й квітчалися,

Як квітками й зелом густим,

Мов намистом із зелені,

Шию ніжну собі ти прикрасила,

Як колись поливала ти

Золоті свої кучері

Ароматного мира струмочками,

Як рукою прекрасною

Простягала ти келиха —

І солодкий напій я тобі лила..." 
У гомосоціальному середовищі Давньої Греції еротичні та сексуальні стосунки чоловіків були поширеними і визнаними. Хоча про гомосексуальні стосунки між жінками задокументовано дуже мало, припускається, що подібне існувало між жінками та дівчатами. При цьому серед грецьких чоловіків дискутування жіночої гомосексуальності, схоже, було табу. Спадщина Сапфо іконічно просякнута лесбійською лірикою як про стосунки, так і про секс: пристрасно проголошуючи любов до жінок, вона описує секс як рівний, на відміну від жорсткої дихотомії активний/пасивний партнер у гей-стосунках греків. У фрагменті Сапфо 94 чітко згаданий секс між жінками. Друг Сапфо Алкман написав гімни Партенея, в яких обговорюється потяг між жінками, використавши термін aitis як жіночу форму aites — офіційного терміну для молодшого учасника гей-стосунків. Сара Померой стверджує, що в хорах дівчат, які виконували партенею, лесбійські стосунки могли б «процвітати». Аристофан у «Симпозіумі Платона» згадує жінок, які відчувають романтичний потяг до інших жінок, підкреслюючи термін trepesthai замість еросу, який описував гей- та гетеро-стосунки.  Епіграма Асклепіада описує двох жінок, які відкидають «правила» Афродіти, але роблять «інші речі, які не здаються». Довер коментує «вражаючу» ворожість, виявлену в епіграмі до жіночої гомосексуальності, протиставляючи її готовності Асклепіада обговорювати власне гомосексуальне бажання в інших роботах, припускаючи, що ця очевидна тривога чоловіків щодо жіночої гомосексуальності в Стародавній Греції є причиною мізерної кількості джерел, що обговорюють його. У біографії Плутарха про Лікурга зі Спарти, в "Порівняльних життєписах", стверджується, що старші спартанські жінки могли мати стосунки з дівчатами, подібні до відносин ератів та ероменосів, що існували між деякими греками старшого та молодшого віку. Плутарх писав про лесбійок Спарти: «Вони надають таке велике значення любові, що дівчата стають еротичними партнерками жінок з благородних сімей». Кеннет Довер припускає, що через роль фалоса в давньогрецькій андроцентричній концепції сексуальності сексуальні практики між жінками не були чітко визначені як сексуальність чи окрема категорія. Червона ваза з аттичної фігури у колекції Національного музею Тарквінія в Італії зображає жінку на колінах, що перебирає пальцями геніталії іншої жінки. Ненсі Рабіновіц тлумачить зображення жінок на давньогрецьких червоноглинних вазах, що обіймають талію іншої жінки або спираються на плечі жінки як вираження романтичного бажання. Жінки на грецькій кераміці зображені з любов’ю, а коли жінки з’являються лише з іншими жінками, їхні образи еротизуються: купаються, торкаються одна одної, з фалоімітаторами, розміщеними в таких сценах і навколо них, а іноді з зображеннями, які можна побачити в контексті гетеро-шлюбу чи гей-спокушання. У грецькій міфології історія Каллісто трактується як натяк на те, що Артеміда і Каллісто були закоханими. Міф про амазонок також інтерпретується як такий, що стосується жіночої гомосексуальної діяльності.
Жінок у Стародавньому Римі ще жорсткіше підпорядковували чоловічим визначенням сексуальності. Сучасна наука показує, що чоловіки вороже ставилися до жіночої гомосексуальності: вони вважали жінок, які вступали в сексуальні стосунки з іншими жінками, біологічними дивачками, які намагалися проникнути в жінок, а іноді й у чоловіків, з «жахливо збільшеними» кліторами. За словами вченого Джеймса Бутріки, лесбійство «кинуло виклик не тільки уявленням римського чоловіка про себе як про ексклюзивного постачальника сексуальних насолод, але й про основні основи римської культури, де домінували чоловіки». Сенека Старший згадує чоловіка, який вбив свою дружину та її коханку, і мається на увазі, і їх злочин був гіршим, ніж традиційний перелюб.
Сучасна наука показує, що чоловіки вороже ставилися до жіночої гомосексуальності: вони вважали жінок, які вступали в сексуальні стосунки з іншими жінками, біологічними дивачками, які намагалися проникнути в жінок, а іноді й у чоловіків, з «жахливо збільшеними» кліторами. За словами вченого Джеймса Бутріки, лесбійство «кинуло виклик не тільки уявленням римського чоловіка про себе як про ексклюзивного постачальника сексуальних насолод, але й про основні основи римської культури, де домінували чоловіки». Яскраво ілюструє це історія лесбійської любові Іфіс та Іанти з книги IX «Метаморфоз» Овідія. Мати приховала стать доньки за нейтральним ім'ям Іфіс від чоловіка, що погрожував вбити дитину, якщо вона не буде сином. 13-річному «синові» 13 батько вибирає наречену Іанту, дівчата закохуються, але з наближенням шлюбу Іфіс відступає, називаючи своє кохання «жахливим і нечуваним». Ісіда з милості перетворює її на хлопця. Федр пояснював лесбійство власним міфом про п'яного Прометея, що помилково обміняв статеві органи деяких жінок та деяких чоловіків: «Хіть зараз насолоджується збоченим задоволенням». В «Діалогах Куртизанок» Лукіана Мегілла з Лесбосу перейменовується в Мегілуса і носить перуку, одружується з Демонесою з Коринфу. Її подруга Лієна: «Вони кажуть, що на Лесбосі є такі жінки, з обличчями, схожими на чоловіків, і не бажають дружити з чоловіками, але лише з жінками, ніби вони самі були чоловіками». Мегілла спокушає Лієну, яка вважає, що цей досвід занадто огидним, щоб його детально описувати. В іншому діалозі, приписаному Лукіану, двоє чоловіків дискутують, що краще ― чоловіча любов чи гетеросексуальність. Один чоловік протестував проти легітимізації чоловічого сексу, бо скоро буде потурати і лесбійству, що немислимо.
Апокрифічний Апокаліпсис Петра описує покарання як геїв, так і лесбійок у Пеклі.
У канонічному Новому Завіті гомосексуальність, як правило, згадується лише загальними рисами, як про чоловіків, так і про жінок, які вчинили сексуальні дії з людиною своєї статі, і обох однаково засуджують. Однак про жінок згадується лише один раз.

### Ранньомодерна Європа
Протягом історії релігія та кримінальні авторитети не засуджували жіночу гомосексуальність настільки жорстко, як чоловічу чи подружню зраду. У той час як содомія між чоловіками, чоловіками та жінками, а також чоловіками та тваринами в Англії каралася смертю, визнання сексуальних контактів між жінками не існувало в медичних та юридичних текстах.
Перший закон проти жіночого гомосексуалізму з'явився у Франції в 1270 році. В Іспанії, Італії та Священній Римській імперії содомія між жінками була включена до актів, які вважалися протиприродними та каралися спаленням до смерті, хоча зафіксовано всього кілька випадків, коли це мало місце. Найперша така страта відбулася в Шпаєрі, Німеччина, в 1477 році. Сорок днів покаяння вимагали від черниць, які «сідлали» (rode) одна одну або були виявлені в доторках до грудей. Задокументовано, що італійська черниця сестра Бенедетта Карліні спокусила багатьох своїх сестер, коли була одержима божественним духом «Сплендітелло»; щоб припинити стосунки, її ізолювали в одиночну камеру на останні 40 років її життя.
Жіночий гомоеротизм був настільки поширеним в англійській літературі та театрі, що історики припускають, що він був модним у Відродження. Англійку Мері Фріт в академічних дослідженнях описували як лесбійку. Тим часом лесбійський секс зближували з гермафродитизмом, описуючи «трібад» як жінок з аномально збільшеним клітором, яким вони проникають в інших жінок. Гермафродитизм з'являвся в медичній літературі достатньо, щоб вважатися загальним знанням, хоча випадки були рідкісними.
Класова відмінність стала пов'язаною з модою на жіночий гомоеротизм. Трибад одночасно вважали членами нижчого стану, які намагаються погубити доброчесних жінок, і представницями аристократії, розбещеними розпустою. Письменники-сатирики почали припускати, що політичні конкуренти (або частіше їхні дружини) займаються трибадизмом, щоб завдати шкоди своїй репутації. Ходили чутки, що королева Анна мала пристрасні стосунки з Сарою Черчілль, герцогинею Мальборо, її найближчою радницею і довіреною особою. Коли Черчілль була усунута як фаворитка королеви, вона нібито поширювала звинувачення про романи королеви з її жінками спальні. Марія Антуанетта також була предметом таких спекуляцій протягом кількох місяців між 1795 і 1796 роками.

### Female husbands: лесбійки і кросдресинг
Гомоеротичні елементи в літературі були повсюдними, особливо гендерний маскарад, щоб обманом спокусити героїню. Такі сюжетні прийоми були використані в «Дванадцятій ночі» Шекспіра (1601), «Королеві фей» Едмунда Спенсера в 1590 році та «Птаху в клітці» Джеймса Ширлі (1633). В епоху Відродження з'являються численні зареєстровані випадки, коли жінки перевдягалися чоловіками і залишалися непоміченими роками чи десятиліттями: щоб служити у війську, працювати на інших заборонених роботах (наприклад, у флоті), або ж щоб узяти лесбійський шлюб. У разі виявлення жінок в чоловічому одязі карали: від смерті до публічного осуду та наказу ніколи більше не одягатися як чоловік.
У 1746 році Генрі Філдінг написав памфлет «Жінка-чоловік» (The Female Husband), заснований на житті Мері Гамільтон, заарештованої і засудженої до публічного побиття батогом і 6 місяців ув’язнення за те, що одружилася з жінкою під виглядом чоловіка. Подібними прикладами були Катаріна Лінк у Пруссії в 1717 році, страчена в 1721; швейцарка Анна Гранжан одружилася і переїхала з дружиною до Ліона, але була викрита жінкою, з якою мала попередній роман, і засуджена до тюремного ув'язнення.
Схильність шведської королеви Христини одягатися по-чоловічому була добре відома за її часів і виправдовувалась через її знатне походження. Вона була вихована як чоловік, і в той час існували припущення, що вона була гермафродиткою. Навіть після зречення престолу в 1654 році, щоб уникнути шлюбу, вона, як відомо, підтримувала романтичні стосунки з жінками.
Деякі історики вважають випадки переодягання жінок проявом захоплення жінками влади, якою вони, природно, не могли б насолоджуватися в жіночому вбранні, або їхнім способом зрозуміти своє бажання до жінок. Ліліан Фадерман стверджує, що західному суспільству загрожували жінки, які відкинули свої жіночі ролі. Катаріна Лінк та інші жінки, яких звинуватили у використанні фалоімітаторів, наприклад, дві черниці в Іспанії 16 століття, страчені за використання «матеріальних знарядь», були покарані суворіше, ніж ті, хто цього не робили. Два шлюби між жінками були зареєстровані в графстві Чешир, Англія, у 1707 (між Ганною Райт і Енн Гаскілл) і 1708 (між Ейн Нортон і Еліс Пікфорд) без коментарів про те, що обидві сторони були жінками. Звіти про священнослужителів, які проводили вінчання — і писали про свої підозри — продовжували з’являтися протягом наступного століття.
За межами Європи жінки могли одягатися як чоловіки і залишатися непоміченими. Дебора Семпсон воювала в Американській революції під ім'ям Роберт Шертліфф і підтримувала стосунки з жінками. Ірландка взяла чоловіче ім'я Едвард Де Лейсі Еванс під час подорожі до Австралії та прожила як чоловік 23 роки у Вікторії, тричі одружуючись. Персі Редвуд викликав скандал у Новій Зеландії в 1909 році, коли виявилося, що вона Емі Бок, яка одружилася з жінкою з Порт-Моліно; газети сперечалися, чи було це ознакою божевілля чи вродженою вадою характеру.

### Розквіт лесбійської романтики
Протягом 17-19 століть жінка, яка виражає пристрасне кохання до іншої жінки, була модною, прийнятою та заохоченою. Ці стосунки називали романтичною дружбою, бостонськими шлюбами або «сентиментальними подругами» і були поширені в США, Європі та особливо в Англії, задокументовані великою кількістю листів між жінками. Питання, чи стосунки включали генітальний компонент, не було предметом публічного дискурсу, але жінки могли формувати міцні та ексклюзивні зв’язки і все ще вважатися доброчесними, невинними та цнотливими; подібні відносини з чоловіком зруйнували б репутацію жінки. Фактично ці стосунки пропагувалися як альтернатива та практика шлюбу жінки з чоловіком.
Так, англійська мандрівниця Мері Монтегю писала Енн Вортлі в 1709 році: «Ніхто не був настільки цілковито, так віддано твоїм... Я зачіпаю твоїх коханців, бо я не допускаю, щоб чоловік був таким щирий, як я». Подібним чином англійська поетеса Анна Сьюард була відданою дружбі з Онорою Снейд, якій присвятила багато сонетів і віршів. Коли Снейд одружилася, попри протест Сьюард, її вірші стали лютими. Сьюард писала про Снейд ще довго після її смерті, оспівуючи її красу, їхню прихильність і дружбу. У юності філософ і суфражистка Мері Волстонкрафт була прив’язана до Фанні Блад. У листі подрузі, яка нещодавно відчула себе зрадженою, Волстонкрафт заявила: «Троянди зацвітуть, коли в грудях буде мир, і перспектива жити з моєю Фанні тішить моє серце: «Ти не знаєш, як я її люблю».
Мабуть, найвідоміша романтична лесбійська пара: Елеонор Батлер і Сара Понсонбі, Леді з Лланголлена. Вони втекли в 1778 році, коли сім'я Понсонбі була стурбована своєю репутацією, якби вона втекла з чоловіком, щоб прожити в Уельсі 51 рік, і їх вважали дивачками. Їхня історія вважалася «втіленням доброчесної романтичної дружби» і надихнула на поезію Анну Сьюард і Генрі Водсворта Лонгфелло. Журналістка та підприємиця Енн Лістер, захоплена Леді з Лаголлена, записала в щоденниках свої стосунки з жінками між 1817 і 1840 роками. Деякі з них були зашифрованими, детально описуючи її сексуальні стосунки з Маріанною Белком і Марією Барлоу. І Лістер, і Елеонор Батлер вважалися чоловіками в сучасних новинах, і хоча були підозри, що ці стосунки були сапфічними за своєю природою, вони, тим не менш, хвалилися в літературі.
Романтична дружба була також популярна в США. Таємнича поетеса та гербаристка Емілі Дікінсон написала понад 300 листів і віршів до Сьюзан Гілберт, яка згодом стала її невісткою, і вела романтичне листування з Кейт Скотт Ентон. Ентон розірвала їхні стосунки в тому ж місяці, коли Дікінсон пішла в пожиттєве усамітнення. Неподалік у Гартфорді, штат Коннектикут, вільнонароджені афроамериканки Едді Браун і Ребекка Праймус залишили свідчення своєї пристрасті в листах: «Жодні поцілунки не схожі на ваші». У Джорджії Еліс Болді написала Джозі Варнер у 1870 році: «Чи знаєш ти, що якщо ти торкаєшся мене або розмовляєш зі мною, у моєму тілі немає жодного нервового волокна, яке б не відреагувало трепетом задоволення?».
На рубежі ХХ століття розвиток вищої освіти відкрив можливості для жінок. У жіночому середовищі культура романтичних пошуків виховувалась у жіночих коледжах. Старші учениці наставляли молодших, відвідували їх у товариствах, брали на жіночі танці, надсилали їм квіти, листівки та вірші, в яких висловлювалося їхнє безсмертне кохання одна до одної. Їх називали «smashes» або «spoons», і про них досить відверто писали в оповіданнях для дівчат, які прагнули вступити до коледжу, у таких виданнях, як Ladies Home Journal, дитячий журнал St. Nicholas та збірка Smith College Stories, без негативних поглядів. Незмінна вірність, відданість і любов були основними компонентами цих історій, а статеві акти, окрім поцілунків, постійно були відсутні.
Жінки, які мали можливість зробити кар’єру замість шлюбу, назвали себе Новими Жінками та дуже серйозно сприйняли свої нові можливості. Фадерман називає цей період «останнім подихом невинності» до 1920 року, коли характеристики жіночої прихильності були пов’язані з сексуальністю, позначаючи лесбійок як унікальну групу, яку часто невтішно зображують. Зокрема, зростання незалежності жінок і початок відмови ними від суворо встановлених ролей у вікторіанську епоху пов’язують з науковим визначенням лесбійства як типу аномальної сексуальної поведінки.
У 1980-х значний рух відкинув десексуалізацію лесбійства радикальними феміністками, викликавши гарячу полеміку: феміністські секс-війни. У 1990-х буч і фем ролі повернулися, хоча й не так суворо, як у 1950-х.

## Розширення визначень
Визначення лесбійки або лесбійських стосунків через секс між жінками як необхідну складову досі обговорюється. За твердженням лесбійських феміністок, сексуальна складова була непотрібною, щоб визнати себе лесбійкою, якщо основні і найближчі стосунки були з жінками. Були часи, коли кохання та секс були окремими та непов’язаними поняттями. На думку письменниці-феміністки Наомі МакКормік, жіноча сексуальність конструюється чоловіками, які центрують власну сексуальну орієнтацію на сексуальному досвіді з жінками. Цей же показник не є необхідним для ідентифікації жінки як гетеросексуальної. МакКормік стверджує, що емоційні, ментальні та ідеологічні зв’язки між жінками настільки ж важливі, а то й навіть більше, ніж генітальні. Сексологиня Пеппер Шварц, досліджуючи у 1983 довгострокові лесбійські пари, зазначала, що деякі лесбійки заперечують визначення лесбійства через сексуальний контакт та вказують на глибші зв’язки між жінками, які роблять часті сексуальні стосунки зайвими.
Західна культура бачить гетеросексуальність вродженою та універсальною. Коли жінка усвідомлює свій романтичний і сексуальний потяг до іншої жінки, це може викликати «екзистенційну кризу»; багато хто, пройшовши через це, приймають ідентичність лесбійки, кидаючи виклик стереотипам суспільства, щоб навчитися функціонувати в гомо субкультурі. Лесбійки в західних культурах зазвичай поділяють ідентичність, схожу на етнічну приналежність: вони мають спільну історію та субкультуру, а також подібний досвід дискримінації, яка змусила багатьох лесбійок відкинути гетеросексуальні принципи. Ця ідентичність є унікальною для геїв і гетеросексуалок і створює напругу з бісексуалками. Лесбійки, які мали секс із чоловіками, можуть стикатися зі зверхністю з боку інших лесбійок та проблемами ідентичності.
Вчені констатують, що не існує стандартного визначення лесбійок, оскільки "термін використовувався для опису жінок, які займаються сексом з жінками, виключно або на додаток до сексу з чоловіками (сексуальна поведінка); жінок, які ідентифікують себе як лесбійки (ідентичність); і жінок, чиї сексуальні смаки спрямовані на жінок (бажання чи потяг)". Відсутність стандартного визначення та запитань для оцінки того, хто є лесбійкою, ускладнює чітке визначення популяції лесбійок.

## Дискримінація та переслідування лесбійок
Частина населення Лесбосу досі вважає використання термінів «лесбійка», «лесбійський» для позначення гомосексуальних жінок образливим для населення острова.

### Медикалізація лесбійства
Уявлення про жіночу сексуальність виводили з розумінь жіночої фізіології за зразком чоловічої. У Європі часів Відродження лесбійство і мастурбацію приписували клітору, вагіну вважаючи внутрішньою версією пеніса. Там, де досконалість природи створила чоловіка, вона намагалася виправити себе, вивертаючи вагіну, щоб утворити пеніс у деяких жінок. Пізніше вважалося, що ці зміни є гермафродитними, і гермафродитизм став синонімом жіночого одностатевого бажання. Медична оцінка гермафродитизму залежала від розмірів клітора; вважалося, що збільшений клітор використовується жінками для проникнення в інших жінок. Проникнення було в центрі уваги під час усіх сексуальних актів, і жінку, яка, як вважалося, мала неконтрольовані бажання через збільшений клітор, називали «трібадою» (tribade, та, що треться). Вважалося, що аномально великий клітор викликає у деяких жінок бажання мастурбувати, і навпаки: памфлети попереджали жінок, що мастурбація може призвести до збільшення органу. Деякий час мастурбація та лесбійський секс мали однакове значення.
Розвиток медичного знання став важливим фактором у подальших конотаціях терміну lesbian. В середині ХІХ століття письменники-медики намагалися встановити способи ідентифікації чоловічої гомосексуальності, яку вважали серйозною соціальною проблемою в більшості західних суспільств. У класифікації «інверсивної» поведінки німецький сексолог Магнус Гіршфельд нормальну сексуальну поведінку і розбіжності людей ранжувалися від «ідеального чоловічого сексуального типу» до «ідеального жіночого сексуального типу».
Набагато менше літератури зосереджувалося на жіночій гомосексуальності, ніж на чоловічій, оскільки медики не вважали її серйозною проблемою. У деяких випадках її існування не визнавалося. Сексологи Річард фон Крафт-Ебінг та Гевлок Елліс, автори одних з найдавніших і найстійкіших класифікацій жіночого одностатевого потягу, розглядали його як форму божевілля (класифікація Еллісом лесбійства як медичної проблеми зараз дискредитована). Крафт-Ебінг вважав лесбійство неврологічним захворюванням, а Елліс під впливом його праць, не погоджувався, що "сексуальна інверсія" триває протягом усього життя. Елліс вважав, що багато жінок, які сповідували любов до інших жінок, змінили свої почуття, переживши шлюб і «практичне життя». Елліс визнавав існування «справжніх інверсій», які все життя мають еротичні стосунки з жінками: представниць «третьої статі», які відкидали роль жінки як підлеглої, фемінної та домашньої. «Інверсія» означала протилежні гендерні ролі і асоційований з ними потяг до жінок; оскільки жінок вікторіанського періоду вважали нездатними ініціювати сексуальні контакти, жінок, які мали їх з іншими жінками, вважали такими, що мають чоловічі сексуальні бажання.
Роботи Крафт-Ебінга та Елліса була широко читаними та сформували суспільні ставлення до жіночої гомосексуальності. Твердження сексологів, що гомосексуальність є вродженою аномалією, загалом добре сприйняли геї: з цієї парадигми їхня поведінка не була натхненна злочинною вадою і повинна розглядатися як злочин. За відсутності будь-якого іншого матеріалу для опису своїх емоцій, гомосексуальні люди прийняли позначення інших або збочених і використовували свій статус поза законом, щоб сформувати соціальні кола в Парижі та Берліні. Lesbian почало описувати елементи субкультури.
Зокрема, лесбійки в західних культурах часто описують себе через ідентичність, яка визначає їх індивідуальну сексуальність та членство в групі, яка поділяє спільні риси. Жінки в багатьох культурах протягом історії мали сексуальні стосунки з іншими жінками, але їх рідко вважали частиною певної групи. Оскільки жінки, як правило, були політичними меншинами в західних культурах, медичне визначення гомосексуальності доклалось до розвитку субкультурної ідентичності.

### Патологізація в сексології та психоаналізі
До зміни під впливом сексології наприкінці 19 ст. жіноча гомосексуальність залишалася практично непоміченою у порівнянні з чоловічою, яка заборонялася законом і через це обговорювалася в пресі. Після робіт сексологів Карла Ульріхса, фон Крафт-Ебінга, Гевлока Елліса, Едуарда Карпентера та Магнуса Гіршфельда концепція жіночої гомосексуальності стала більш відомою.
Тільки-но жіноча гомосексуальність стала предметом обговорення, її описали як захворювання. У «Трьох статтях про теорію сексуальності» Фрейд називав жіночу гомосексуальність «інверсією», її суб'єктів «інвертами» та характеризував жінок-інверток як таких, що мають чоловічі характеристики. Фрейд скористався ідеєю Магнуса Гіршфельда про «третє поле» і визнав, що у своїй практиці не зустрічався з такими «ненормальними» пацієнтками, але проте вважав, що лесбійська поведінка викликана психологічними, а не біологічними причинами.
Поєднання сексології та психоаналізу дуже вплинуло на загальний тон лесбійської культури. Яскравим прикладом є роман Редкліфф Голл «Колодязь самотності» (1928), в якому згадані ці сексологи та термін «інверт». Пізніше термін вийшов із загального вживання. Фрейдистська інтерпретація лесбійської поведінки нині заперечується психіатричною спільнотою та більшістю вчених.

### Каральна психіатрія СРСР
Існування любові між жінками в СРСР публічно не обговорювалося, вважалося психічним захворюванням, яке спочатку (у 20-ті) не призводило до примусової госпіталізації та психіатричного лікування, проте пізніше лесбійок стали «лікувати», що було схоже на жорстокі тортури, оскільки застосовувався цілий спектр засобів, що руйнують особистість. Звільнившись з місць «лікування», жінка втрачала не тільки здоров'я, а і взагалі будь-яку надію на облаштування покаліченого життя. Наукові установи досліджували лесбійок з чіткою метою — довести їх ненормальність. Адже в СРСР лесбійок не могло бути, оскільки «здоровий базис» формував «здорове» суспільство без відхилень від «соціалістичного» стандарту. Лише в період перебудови в пресі з'явилися уривчасті повідомлення про лесбійок. Їхнє становище було не кращим за становище геїв, яких ув'язнювали. І хоча лесбійські стосунки не регламентувалися карним кодексом, а партнерські стосунки між жінками розцінювалися як дружба і викликали порівняно менше пліток, молодій жінці, що усвідомлювала свою відмінність, знайти подругу було складніше, ніж геєві знайти друга. Публічне ставлення до лесбійок мало відрізнялося від ставлення до геїв: лесбійок висміювали, переслідували, виключали з університетів, звільняли з роботи, застосовували до них примусове психіатричне лікування, позбавляли права опіки над дитиною.

## Лесбійська культура
- Лесбійські бари
- Тюремна лесбійська культура
- Салонне лесбійство та практики «обожнювання» у закладах жіночої освіти
- Буч і фем, дайк

### Лесбійство і мистецтво
У ХХ ст. лесбійки, зокрема, Гертруда Стайн та Барбара Хаммер, були помітними діячками в авангардистському русі США, а Леонтина Саган в німецькому передвоєнному кіно. Книга віршів у прозі «Пісні Білітіс» П'єра Луї вплинула на зображення лесбійства в культурі з 1890-х. Перша культурна та громадська організація лесбійок в США називалася «Доньки Білітіс».
- Лесбійська література
- Лесбійська еротика

### Лесбійство і фемінізм
- Лесбійський фемінізм
- Політичне лесбійство
- Лесбійський сепаратизм
- Бостонський шлюб
- ФЕЛАРІН (Felarin) – Фе-ла-рін [fʲɛˈlarʲin]найвідоміша лесбійка

## Також
- Історія лесбійства, Лесбофобія та Стирання лесбійок з історії
- Лесбійський фемінізм, Політичне лесбійство, Лесбійський сепаратизм, Бостонський шлюб
- Лесбійська сексуальна практика, Жінки, які практикують секс із жінками як категорія пацієнток
- Лесбійська література
- Лесбійська еротика

### англійською мовою
- Gilbert H. Herdt (1998). Same Sex, Different Cultures: Gays and Lesbians Across Cultures. Westview Press Inc., 224 pages. ISBN 978-0-8133-3164-5
- Stern, Keith & McKellen, Ian (2009). Queers in History: The Comprehensive Encyclopedia of Historical Gays, Lesbians and Bisexuals. BenBella Books, 608 pages. ISBN 978-1-9337-7187-8